# اينزو يانيز
اينزو يانيز (بالإسبانية: Enzo Yáñez)‏ هو منافس ألعاب قوى تشيلي، ولد في 13 سبتمبر 1985 في فالديفيا في تشيلي.

## وصلات خارجية
- اينزو يانيز على موقع الاتحاد الدولي لألعاب القوى (الإنجليزية)
- اينزو يانيز على موقع أوليمبيديا (الإنجليزية)